# 1926

## أحداث
- تأسيس مدينة قرشي وتقع حاليا في أوزبكستان.
- تأسيس مدينة خولياكا وتقع حاليا في بيرو.
- تأسيس مدينة بات يام.
- صدور رواية ثم تشرق الشمس للكاتب الأمريكي إرنست همنجواي.

### فبراير
- 16 فبراير - الاتحاد السوفيتي يعترف بمملكة الحجاز ونجد وملحقاتها واقامت علاقات دبلوماسية معها، وتعيين كريم حكيموف سفيرا لها.

### أبريل
- 23 أبريل - مجلة «المصور» المصرية تنشر الجزء الأول من الشوقيات الكاملة بمقدمة محمد حسين هيكل.

### مايو
- 26 مايو - منح لقب النبالة ماركيس الريف لفائدة القائد العسكري الإسباني خوسي سانخورخو.[1][2][3]

### يونيو
- 24 يونيو - إجهاض محاولة انقلاب في إسبانيا ضد الدكتاتور بريمو دي ريفيرا.
- 26 يونيو - تأسس نادي شباب قسنطينة الجزائري لكرة القدم.

### يوليو
- 16 يوليو - أحمد سكيرج يلقي أول خطبة جمعة في مسجد باريس بعد تدشينه بيوم واحد من قبل السلطان مولاي يوسف.

### ديسمبر
- 25 ديسمبر - هيروهيتو يصبح إمبراطور اليابان.

## مواليد
- آرون كلوغ
- آلان جرينسبان
- أحمد لمطروش
- آمال فهمى
- أحمد بن صالح
- أحمد زبانة
- أحمد فؤاد محيي الدين
- أرنولد هوتينغر
- ألفريدو دي ستيفانو
- أمين الحافظ (لبنان)
- أندرو سكالي
- أندي جريفيث
- إد فرحات
- إدوار خراط
- إروين روز
- إلياس الهراوي
- إلياهو فينوغراد
- إليزابيث الثانية
- إنجيبورغ باخمان
- إيرين باباس
- إينغفار كامبراد
- الأمير كلاوس
- الباجي قائد السبسي
- المختار العتيري
- بدر شاكر السياب
- بلند الحيدري
- بن روي موتيلسون
- بول برغ
- بول غيراغوسيان
- تسونج لي
- تشك بيري
- توفيق صالح
- توماس ساعاتي
- جان زوارتكرويس
- جميل راتب
- جواد التبريزي
- جولي أدامز
- جون سيناك
- جيانغ زيمين
- جيانيس كريستو
- جيل دولوز
- جيمس ستيرلنغ
- حسين آيت أحمد
- حسين علي محفوظ
- حنا بطاطو
- خالد الرحال
- داجمار نيك
- داريو فو
- دونالد جلاسر
- راج كومار
- رحبعام زئيفي
- رشدي أباظة
- رفعت الجادرجي
- رفعت المحجوب
- روبرت فنك
- روبرت فوغل
- رينيه جوسيني
- زيرسيز لويس
- سالم العلي السالم الصباح
- سزار بيلي
- سليمان الحديدي
- شاكر حسن آل سعيد
- صادق خلخالي
- صلاح الدين بالي
- صلاح جديد
- صلاح ذو الفقار
- ضياء الدين داوود
- طلعت مصطفى
- طاهر السلمان
- عبد العزيز الشايع
- عبد الباقي محمد إبراهيم
- عبد الحفيظ بوصوف
- عبد الحميد مهري
- عبد الله المطوع
- عبد الله بن عبد الرحمن الغديان
- عبد الله واد
- عبد الوهاب البياتي
- علي حجاج السويسي
- علي مصطفى المصراتي
- عميروش آيت حمودة
- غسان تويني
- غسان حداد
- فاليري جيسكار ديستان
- فيدل كاسترو
- كامل الشريف
- كلاوس شوتس
- كوستاس ستيفانوبولوس
- كوستي بندلي
- لؤي الأتاسي
- لاديسلاف بافلوفيتش
- ليسلي نيلسن
- مارلين مونرو
- ماساتوشي كوشيبا
- محمد البدر حميد الدين
- محمد الطوخي (ممثل مصري)
- محمد بتشين
- محمد بلوزداد
- محمد عبد السلام
- محمود علي البنا
- مراد وهبة
- مسعود زقار
- مشعل بن عبد العزيز آل سعود
- معين بسيسو
- موسي جلال
- ميشال بوتور
- ميشيل فوكو
- ميل بروكس
- نجم الدين أربكان
- هاربر لي
- هنري كيندال
- هيو هيفنر
- يواخيم شورمان
- يوسف القرضاوي
- يوسف شاهين
- حسن النجفي - مفكر اقتصادي عراقي.

### يناير
- 16 يناير - إبراهام السرفاتي مهندس ومعارض سياسي سابق، مغربي من أصل يهودي.

### مارس
- 22 مارس - والاس بارنز، سياسي أمريكي.

### أبريل
- 17 أبريل عبد الحافظ حلمي محمد، عالم أحياء ولغوي مصري.

### يونيو
- 29 يونيو - جابر الأحمد الصباح، أمير دولة الكويت الثالث عشر.

### سبتمبر
- 7 سبتمبر - دون ميسيك, ممثل صوتي أمريكي.
- 15 سبتمبر - إيمامورا شوهيه، مخرج ياباني.

### ديسمبر
- 31 ديسمبر - لورد فولدمورت
- صادق عبد الله عبد الماجد المراقب العام للإخوان المسلمين بالسودان.

## وفيات
- السلطان محمد السادس العثماني آخر سلاطين الدولة العثمانية
- حمود بن سويط
- أحمد مريود
- ألكسي بروسيلوف
- أنطونيو غاودي
- أوتو إرنست
- بنيامين باركر أوديل ، الابن
- تاكاأكي كاتو
- تشارلز داوتي
- جورج ألفرد كارلسون
- جون موسز براوينغ
- رشيد طليع
- رمضان حمود
- رودلف أوكن
- رودلف فالنتينو
- سليم سركيس
- سيمون بامبيرجر
- عبد الوهاب النائب
- قسطنطين فيرينباخ
- كاميلو غولجي
- كلود مونيه
- ماري كاسيت
- مصطفى الدنقزلي
- هاري هوديني
- هايك كامرلينغ أونس
- يوجين وانغشوك
- صادق حمزة الفاعور
- إلياس القدسي
- عبد الحميد أبو هيف

### ديسمبر
- 25 ديسمبر - الإمبراطور تايشو، إمبراطور ياباني.

## نال جائزة نوبل
- في الفيزياء – الفرنسي جان بيرين.
- في الكيمياء – السويدي تيودور سفيدبيرغ.
- في الطب – الدانماركي يوهانس فيبيغر.
- في الأدب – الإيطالية غراتسيا ديليدا.
- في السلام – مناصفة بين الفرنسي أريستيد بريان والإلماني (فاينمار) جوستاف ستريسمان.